# Томас Кун
Томас Самјуел Кун (енгл. Тhomas Samuel Kuhn; Синсинати, 18. јул 1922 — Кембриџ, 17. јун 1996) био је један од најутицајнијих интелектуалаца, историчара и филозофа науке XX века. Својом књигом Структура научних револуција из 1962. године, утицао је на академске кругове, али и на популаризацију науке. Четири деценије након објављивања, теме Куновог дела и даље нису исцрпљене. Преминуо је од рака у 73. години живота.

## Биографија
Томас Кун, син ижењера Самјуела Куна и Минете Строк Кун, рођен је у Синсинатију, у држави Охајо, 18. јула 1922. године. Завршио је школу у Ватертауну 1940. године, добивши награду за посебну заинтересованост и ангажованост у области математике и физике. Дипломирао је на Харварду 1943. године, а касније на истом универзитету и докторира. Предавао је на великим светским универзитетима, попут Харварда, Берклија и Принстона. Током рада на Берклију написао је и своје најпознатије дело Структура научних револуција.
Био је ожењен два пута и имао троје деце. 1994. године дијагностикован му је рак плућа, од чега две године касније и умире.

## Каријера
Кун је предавао курс историје науке на Харварду од 1948. до 1956. године, на предлог председника универзитета Џејмса Конанта. Након што је напустио Харвард, Кун је предавао на Калифорнијском универзитету у Берклију, на одсеку за филозофију и на одсеку за историју, а 1961. године именован је за професора историје науке. Кун је интервјуисао и снимио данског физичара Ниелса Бора дан пре Борове смрти. На Берклију је написао и објавио (1962) своје најпознатије и најутицајније дело: Структура научних револуција. Године 1964. придружио се Универзитету Принстон као М. Тејлор Пајнов професор филозофије и историје науке. Био је председник Друштва за историју науке од 1969. до 1970. године. Године 1979, придружио се Масачусетском технолошком институту (МИТ) као Лоранс К. Рокфелеров професор филозофије, и остао тамо до 1991. године.

## Куново дело
Кун свој академски живот започиње као физичар. Затим се опредељује за историју науке, да би га касније заинтересовала и филозофија науке. Написао је три књиге, Коперникова револуција (енгл. The Copernican Revolution), Структура научних револуција и трећу у којој је истакао своја најважнија истраживања (енгл. The Essential Tension).
У првој књизи, објављеној 1957. године, Томас Кун проучава развој теорије о Хелиоцентричном систему. Историчар науке, по њему, има два неамбициозна задатка - да открије ко је и када открио неку теорију или закон и да објасни како је дошло до потешкоћа или евентуалних грешака. Писана историја науке на тај начин представља лоше написан туристички водич, тврди Кун, јер је претпостављала да се унапред зна шта је релевантно, а шта не. Историчар бира неку од понуђених алтернатива, што доводи до интелектуалне стагнације. То је предуслов за нови радикални почетак. Ова тема је обрађена у његовом најпознатијем делу, у којем износи идеју да је научни развој заснован на парадигмама.

## Структура научних револуција
Структура научних револуција (енгл. The Structure of Scientific Revolutions) објављена је првобитно као чланак у Интернационалној енциклопедији сједињених наука (енгл. International Encyclopedia of Unified Science) од стране филозофа Бечког круга. Осликава развој наука на начин који до тада није приказан. Научно истраживање састоји се од парадигми коју чини формална теорија, класични експеримент и проверен метод. Научници, природно, прихватају тренутно доминантну теорију и покушавају да је прошире додатно објашњавајући теорије, збуњујуће податке и успостављајући прецизније мере стандарда и појава. То може довести до нерешивих теоретских или експерименталних проблема који истичу недостатке саме парадигме. Једино решење тада представља увођење нове парадигме. Коперников хелиоцентрични систем и замена Њутнове механике квантном механиком и општом теоријом релативности прави су примери смене две парадигме.
Доводи у питање традиционални концепт научног напретка, као постепено, кумулативно стицање знања, које се заснива на рационално изабраним експерименталним оквирима. Кун тврди да управо парадигма одређује тип експеримента који ће научник користити, питања која ће поставити као и проблеме које ће сматрати битним. Смена парадигми уједно и инспирише научнике да другачије усмере своја истраживања.
Концепт Кунових парадигми пронашао је широку примену у областима попут политичких наука, економије, социологије и менаџмента.